# Richard Barile
Richard Barile (...) è un criminale statunitense trafficante di droga.

## Biografia
In origine parrucchiere di Manhattan Beach, in California, era presto divenuto popolare tra i ragazzi della zona perché aveva trasformato il suo negozio in una base per la vendita di marijuana. Quando nel 1967 fece la conoscenza di George Jung e del suo amico Waino "The Tuna", gli affari illeciti cominciarono ad ampliarsi enormemente. Negli anni settanta divenne uno dei più importanti contatti statunitensi  del cartello di Medellín e contribuì a smistare tonnellate di cocaina in tutti gli Stati Uniti.

## Influenza culturale
Nel film Blow la sua figura è rappresentata nel personaggio di Derek Foreal, interpretato dall'attore Paul Reubens, marcatamente effeminato. 